# ケン・ドライデン
ケネス（ケン）・ウェイン・ドライデン（英語: Kenneth "Ken" Wayne Dryden、1947年8月8日 - ）は、カナダ連邦オンタリオ州ハミルトンの元プロアイスホッケー選手。ポジションはゴールテンダー。現役引退後は弁護士、実業家、政治家、作家に転身。

## 経歴

### ホッケー歴
1964年のNHLドラフト全体14位でボストン・ブルーインズから指名された。しかし、ブルーインズに加入する道を選ばず、コーネル大学で学士取得を目指す傍ら1969年の卒業まで同校でアイスホッケーを続けた。
6フィート4インチの長身と長いリーチを生かし、コーネル大学を1967年のNCAA優勝と3年連続のECACトーナメント優勝に導いた。このことから、カレッジアイスホッケー史上最高のゴールテンダーであると評価する声もある。

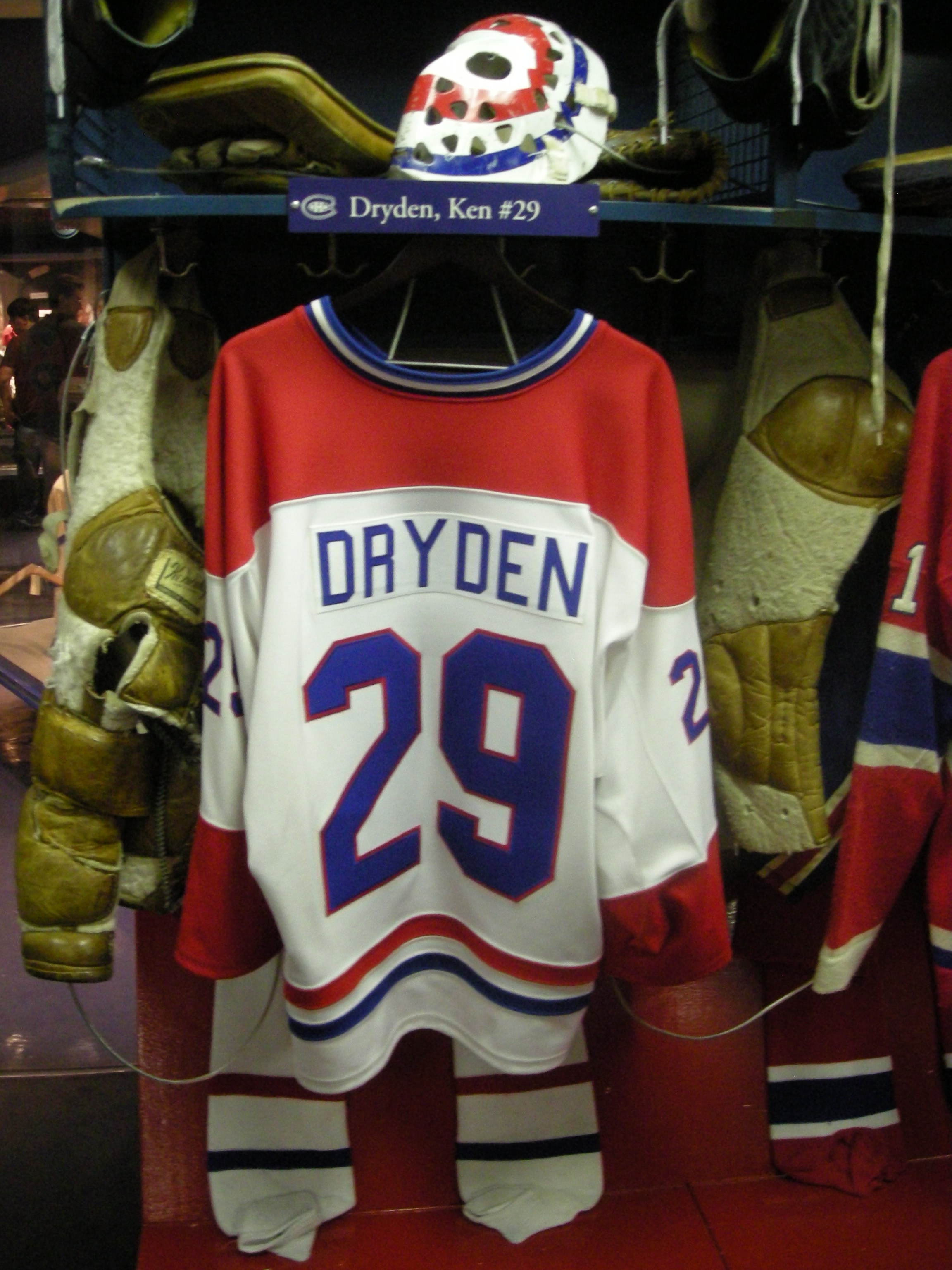
ホッケーの殿堂に展示されているドライデンのユニフォームとマスクのレプリカ

1964年6月にNHLでのプレー経験のなかったガイ・アレン（Guy Allen）とポール・リード（Paul Reid）を交換選手として、ブルーインズからモントリオール・カナディアンズにトレードされた。1969年にコーネル大学を卒業してからは、AHLのモントリオール・ボエジャース（Montreal Voyageurs）で足慣らしをした後、 1971年3月にNHLデビューを飾り、1970年代カナディアンズの6度のスタンレー・カップ優勝の原動力として活躍した。史上屈指のゴーリーとして高く評価されたが、1970年から1979年まで（途中の1973-1974シーズンは就学のためにプレーしなかった）わずか8シーズン（厳密には、初年度は6試合にしか出場していないことから、実質的にフルシーズン出場したのは7シーズン）で、マギル大学で法学を修めるためにプロ生活を引退した。1983年にはホッケーの殿堂入りを果している。
余りに早く引退してしまったために、他の歴史に残るゴールテンダー達と比べると、残された記録の総合的な数値は劣る。しかし、その活躍した時代はちょうどカナディアンズの黄金期であったことも手伝って、例えば、一試合平均失点2.24点、397試合出場でわずか57敗しかせず、また258勝のうち46試合がシャットアウト勝ちなど驚くべき成績も残されている。
2007年1月29日、ドライデンの着用していた背番号29がモントリオール・カナディアンズの永久欠番に指定された。

### 学歴
歴史学でコーネル大学のB.A号を、法学でマギル大学のLL.B号を取得した。また、オタワ大学、ウィンザー大学、ヨーク大学、マックマスター大学、ハリファックスのセントメリー大学、ナイアガラ大学及びブリティッシュコロンビア大学から名誉博士号を授与されている。

### 作家歴
ホッケー界から足を洗ったドライデンは、作家に転身した。1983年に発表された著書『The Game』（ISBN 0470833556）は商業的にも成功を収め、また1986年のカナダ総督賞を受賞するなど評論家筋にも受ける作品となった。また、2作目となる1990年のロイ・マクレガーとの共著『Home Game: Hockey and Life in Canada』（ISBN 0771028725）は、CBCによって6部構成のテレビ・ドキュメンタリーとされた。その後も1993年の『The moved and the shaken: The story of one man's life』（ISBN 0670821705）、カナダにおける教育制度を取り扱った1995年のマクレガーとの共著『In School : Our Kids, Our Teachers, Our Classrooms』（ISBN 0771028695）を発表している。

### ビジネス歴
また、1984年から1986年までオンタリオ州の first Youth Commissioner を務めた。また、1980年、1984年、1988年の各冬季オリンピックにおいてはテレビのホッケー解説を行った。さらに、1997年から2004年までトロント・メープルリーフスの会長を務めた。

## 政治歴
2004年カナダ総選挙において自由党から立候補して下院議員に当選した。ポール・マーティン首相の下、社会開発大臣として入閣を果たした。

## 家族
妻リンダとの間に2人の子供がいる。兄のデイブ・ドライデンもNHLのバッファロー・セイバーズなどで活躍したゴーリーである。なお、1971年3月2日には兄弟で敵味方のゴーリーとして初対峙している。

## 詳細情報

### 表彰
- コーン・スマイス賞 1971年
- カルダー記念賞 1972年
- ヴェジーナ賞 1973年、1976年、1977年、1978年、1979年（うち、1977年、1978年、1979年はミシェル・ラロック（英語版）との共同受賞）
- NHLオールスター第1チーム選抜 1973年、1976年、1977年、1978年、1979年
- NHLオールスター第2チーム選抜 1972年